# 西堀用水
西堀用水（にしほりようすい）は、埼玉県久喜市（菖蒲区域）を流れる農業用水路である。

## 概要
この西堀用水は主として久喜市菖蒲区域を灌漑している農業用水路である。流域周辺は主に水田などの農地であるが、部分的に集落なども存在する。詳細な流路に関しては下記の流路節を参照されたい。
また、西堀用水という名称は起点付近の小字である菖蒲町菖蒲字西堀という地名に由来する。

## 流路
- 水源：星川（見沼代用水）
- 起点：埼玉県久喜市菖蒲町菖蒲
- 菖蒲町菖蒲にて星川（見沼代用水）の左岸（東側）より分水し、菖蒲町菖蒲を北北東に向かい菖蒲町菖蒲字西堀・字四丁免などを流下する。
- 菖蒲町菖蒲字塚田付近にてそれまでの北北東方面より徐々に東へと曲流し、やがて南東へ向かい菖蒲町菖蒲字太鼓田などを流下する。この付近では市道の路側に並行し流下する。
- 川越栗橋線の北西約200mの地点からは菖蒲町三箇（北側）と菖蒲町菖蒲（南側）の境界を成しながら南東に向かい流下する。
- 川越栗橋線を東側へと横断した付近より流域は両岸とも菖蒲町三箇となり、菖蒲町三箇字餝面・字大久保などを南東に向かい流下する。
- NHK菖蒲久喜ラジオ放送所の西側に至る。

## 橋梁
- （埼玉県道149号加須菖蒲線）
- （国道122号騎西菖蒲バイパス）
- （埼玉県道12号川越栗橋線）

## 周辺の施設
- 東原公園（加須市芋茎）
- モラージュ菖蒲
- フォレオ菖蒲
- NHK菖蒲久喜ラジオ放送所
- 清久工業団地